# ألكسندر بليسين
ألكسندر بليسين (بالألمانية: Alexander Blessin؛ مواليد 28 مايو 1973) هو مدرب كرة قدم ألماني محترف ولاعب سابق وهو المدرب الرئيسي لنادي سانت باولي.

## المسيرة كلاعب
بدأ بليسين مسيرته الكروية مع نادي تي إس في جورجي أليانز شتوتغارت. في عام 2001، وقع مع نادي أنطاليا سبور في الدوري التركي الممتاز، حيث شارك في مباراة واحدة بالدوري. بعد ذلك، لعب للأندية الألمانية فاكر بورغهاوزن [الإنجليزية]
، ولوكوموتيف لايبزيغ، وإس سي بفوليندورف [الإنجليزية]
، وهوفنهايم 1899، وسبورتفروندي سيغن [الإنجليزية]
، وجان ريغنسبورغ، وإس إس في ريوتلنجن، وإس في بونلاندن [الإنجليزية]
 قبل أن يتقاعد في عام 2012.

## المسيرة التدريبية
وبعد اعتزاله اللعب، انضم بليسين إلى نادي آر بي لايبزيج كمدرب للشباب في عام 2012. غادر لايبزيغ في عام 2020 لقبول عرض كمدير جديد لأوستند في الدرجة الأولى البلجيكية.
أنهى موسمه الأول مع أوستيند في المركز الخامس، مما أدى إلى ربطه بأندية مثل شيفيلد يونايتد وسيلتيك، بالإضافة إلى اختياره مدرب العام في الدوري البلجيكي الممتاز [الإنجليزية]
.
في 19 يناير 2022، تم تعيينه من قبل نادي جنوة الإيطالي كمدرب رئيسي جديد للنادي بموجب عقد لمدة عامين ونصف، بعد أن دفع النادي الإيطالي رسومًا ثابتة لتفعيل بند شراء [الإنجليزية]
 موجود في عقد بليسين مع أوستيندي.
بعد فشله في إنقاذ جنوة من الهبوط، تم تأكيد تعيين بليسين مسؤولاً عن النادي لموسم 2022–23 في دوري الدرجة الثانية الإيطالي [الإنجليزية]
، بهدف قيادة روسوبلو للعودة بسرعة إلى دوري الدرجة الأولى الإيطالي. في 6 ديسمبر 2022، بعد سلسلة من النتائج السلبية، تم فصل بليسين من منصبه على الفور.
في يوليو 2023، أصبح بليسين مدربًا رئيسيًا لنادي أونيون سان جيلواز البلجيكي. قاد النادي إلى صدارة الموسم العادي 2023–2024 [الإنجليزية]
، متقدمًا بفارق ثماني نقاط عن منافسه صاحب المركز الثاني أندرلخت. في 9 مايو 2024، فاز نادي أونيون سان جيلواز بنهائي كأس بلجيكا بنتيجة [الإنجليزية]
 1–0 ضد رويال أنتويرب للمرة الأولى منذ 110 أعوام.
في صيف عام 2024، انتقل إلى نادي سانت باولي.

## السجل الإداري
آخر تحديث 17 مايو 2025
.
| الفريق            | من            | إلى           | السجل | السجل | السجل | السجل | السجل  |
| الفريق            | من            | إلى           | لعب   | ف     | ت     | خ     | فوز %  |
| ----------------- | ------------- | ------------- | ----- | ----- | ----- | ----- | ------ |
| أوستينده          | 7 يونيو 2020  | 19 يناير 2022 | 65    | 26    | 11    | 28    | 040٫00 |
| جنوة              | 19 يناير 2022 | 6 ديسمبر 2022 | 33    | 11    | 12    | 10    | 033٫33 |
| أونيون سان جيلواز | 3 يوليو 2023  | 27 يونيو 2024 | 58    | 36    | 12    | 10    | 062٫07 |
| سانت باولي        | 1 يوليو 2024  | الآن          | 36    | 9     | 8     | 19    | 025٫00 |
| المجموع           | المجموع       | المجموع       | 192   | 82    | 43    | 67    | 042٫71 |

## الإنجازات
أونيون سان جيلواز
- كأس بلجيكا: 2023–24

الفردية
- أفضل مدير محترف بلجيكي لهذا العام  [لغات أخرى]‏: 2020–21
- جوائز دوري المحترفين لأفضل مدرب للموسم: 2023–24[29]

## وصلات خارجية
لا توجد روابط لمواقع التواصل الاجتماعي.

- Alexander Blessin على موقع قاعدة بيانات كرة القدم.إي يو (الإنجليزية)
- Alexander Blessin على موقع Soccerway.com (الإنجليزية)
- Alexander Blessin على موقع عالم كرة القدم.نت (الإنجليزية)